# ده‌نو (بروجن)
دهنو، روستایی از توابع بخش مرکزی شهرستان بروجن در استان چهارمحال و بختیاری است.

## جمعیت
این روستا در بخش مرکزی شهرستان بروجن قرار داشته و براساس آخرین سرشماری مرکز آمار ایران که در سال ۱۳۹۰ صورت گرفته، جمعیت آن ۱۲۱۹ نفر (۳۴۱ خانوار) بوده‌است.
نقاط دیدنی این روستا شامل , چشمه شیجوق، لاگرگ, دره پیر محمود, , زیر میل, دشت دهنو و کوه فیریز را می توان نام برد. همچنین سد شنی روستای سورک در فاصله حدود 5 کیلومتری جنوب غربی روستای دهنو قرار دارد.
شغل ساکنان روستا کشاورزی, دامداری و کار در صنایع نزدیک محل(قطب صنعتی بروجن, فولاد مبارکه, ذوب آهن اصفهان, صنایع نظامی زرین شهر و ...) است.
کشاورزی روستا شامل کاشت گندم, جو, یونجه, شبدر, سیب زمینی, پیاز, لوبیا سفید, لوبیا قرمز, کلم, و انواع صیفی جات می باشد.
با توجه به اقلیم سرد و کوهستانی منطقه, فصل کشاورزی از میانه بهار تا آبان ماه است.
در روستا فامیل های ابراهیمی, امیری, بهرامی,پناهی, خدادادی, ربیعی, رحمانی, ذوالفقاری, ذوالفقارزاده, سلیمانی, سهرابی, شریفی, صفری, صفرپور, عباسی, فرقانی(سادات روستا), کریمی, محمدی, میرزائی،کیانی و... ساکن می باشند. و زبانشان مشابه گویش بختیاری می باشد.
متأسفانه قشر تحصیل کرده روستا عمدتا به شهرهای بروجن, شهرکرد, اصفهان و تهران مهاجرت کرده و معمولا همه ساله در مراسم عزاداری خاص روستا در تاسوعا و عاشورای حسینی گرد هم می آیند.

## سفرمحمود احمدی نژادبه روستای دهنو
محمود احمدی نژاد رئیس جمهور پیشین جمهوری اسلامی ایران در دوران ریاست خود در 22 خرداد 1387 به صورت  سرزده در روستای دهنو حاضر شد و در جمع   اهالی این روستا پای درد دل آنها نشست.